# Galerie des Machines
Ne doit pas être confondu avec la Galerie des Machines (Nantes), ni avec la galerie annexe du Palais de l'Industrie de 1855 dite aussi Galerie des Machines.
La galerie des Machines est un monument parisien, construit pour l'Exposition universelle de Paris de 1889 et démoli en 1909 situé dans le quartier de Grenelle.

## Situation
Le bâtiment se trouvait au fond du Champ-de-Mars, devant l'École militaire dont il était séparé par l'avenue de la Motte-Picquet. Il s'étendait de l'avenue de la Bourdonnais au nord, à l'avenue de Suffren, au sud. Les actuelles rue Jean-Carriès et rue Savorgnan-de-Brazza marquent approximativement la limite ouest du bâtiment.

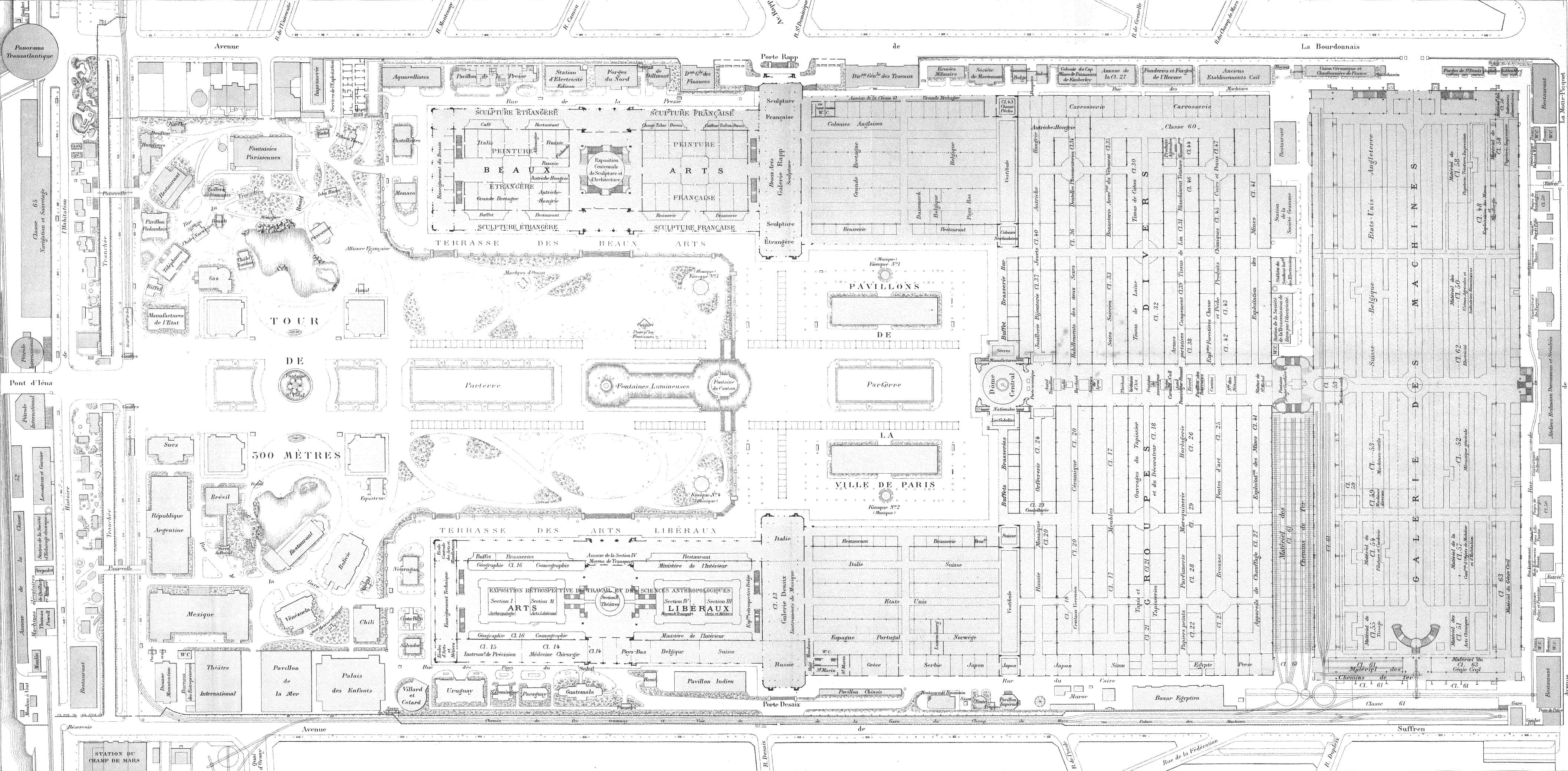
Plan de l'exposition de 1889 (section du Champ-de-Mars).

## Histoire

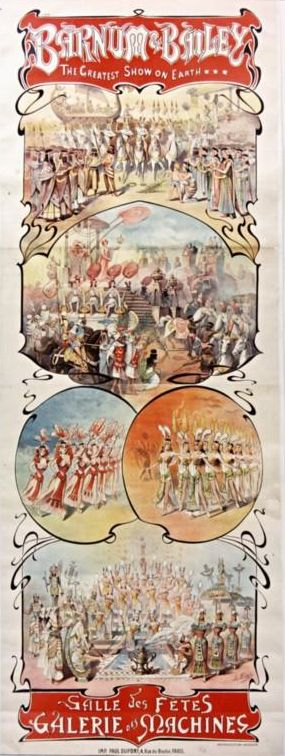
Affiche du Barnum & Bailey Greatest Show on Earth.

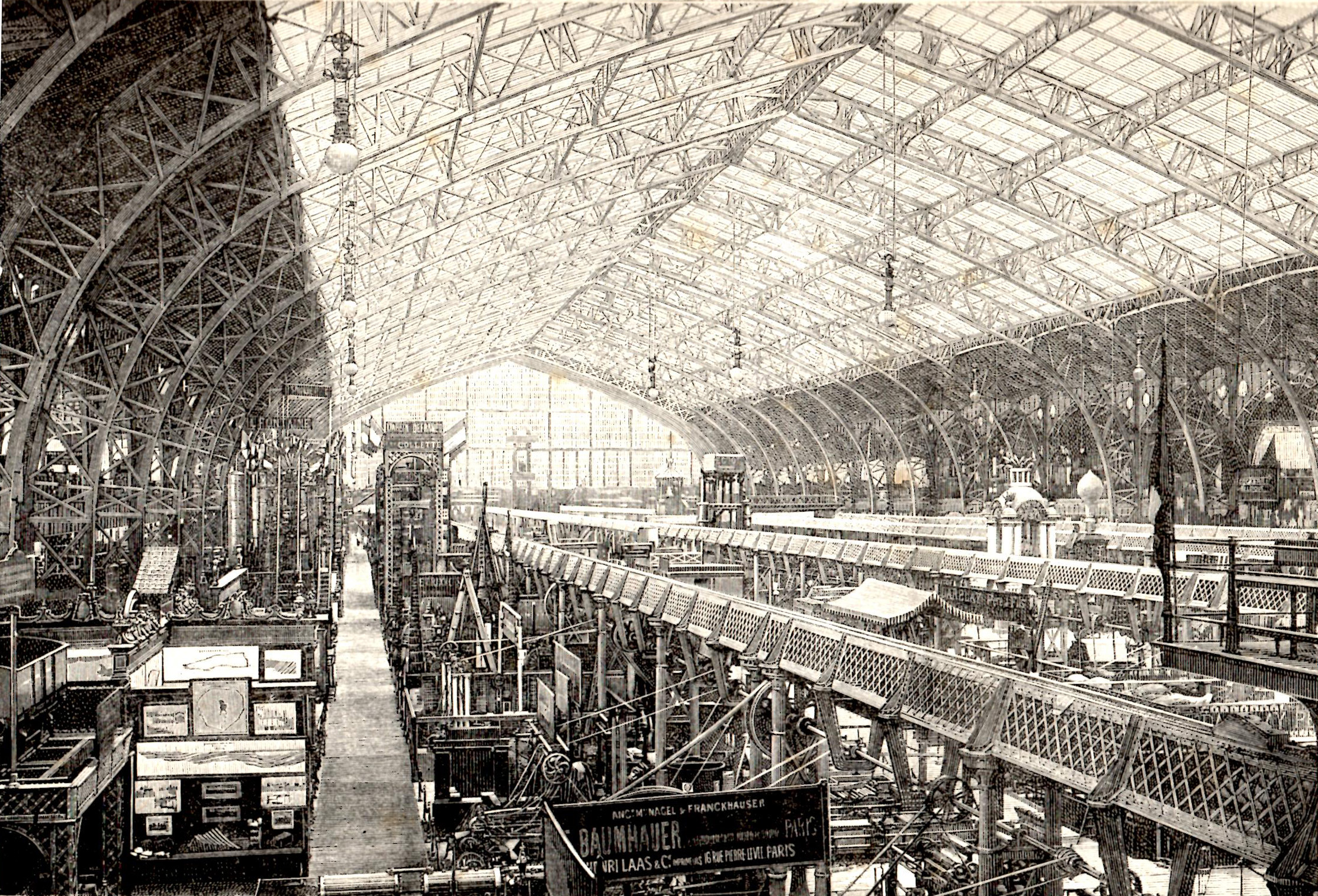
Intérieur de la galerie.

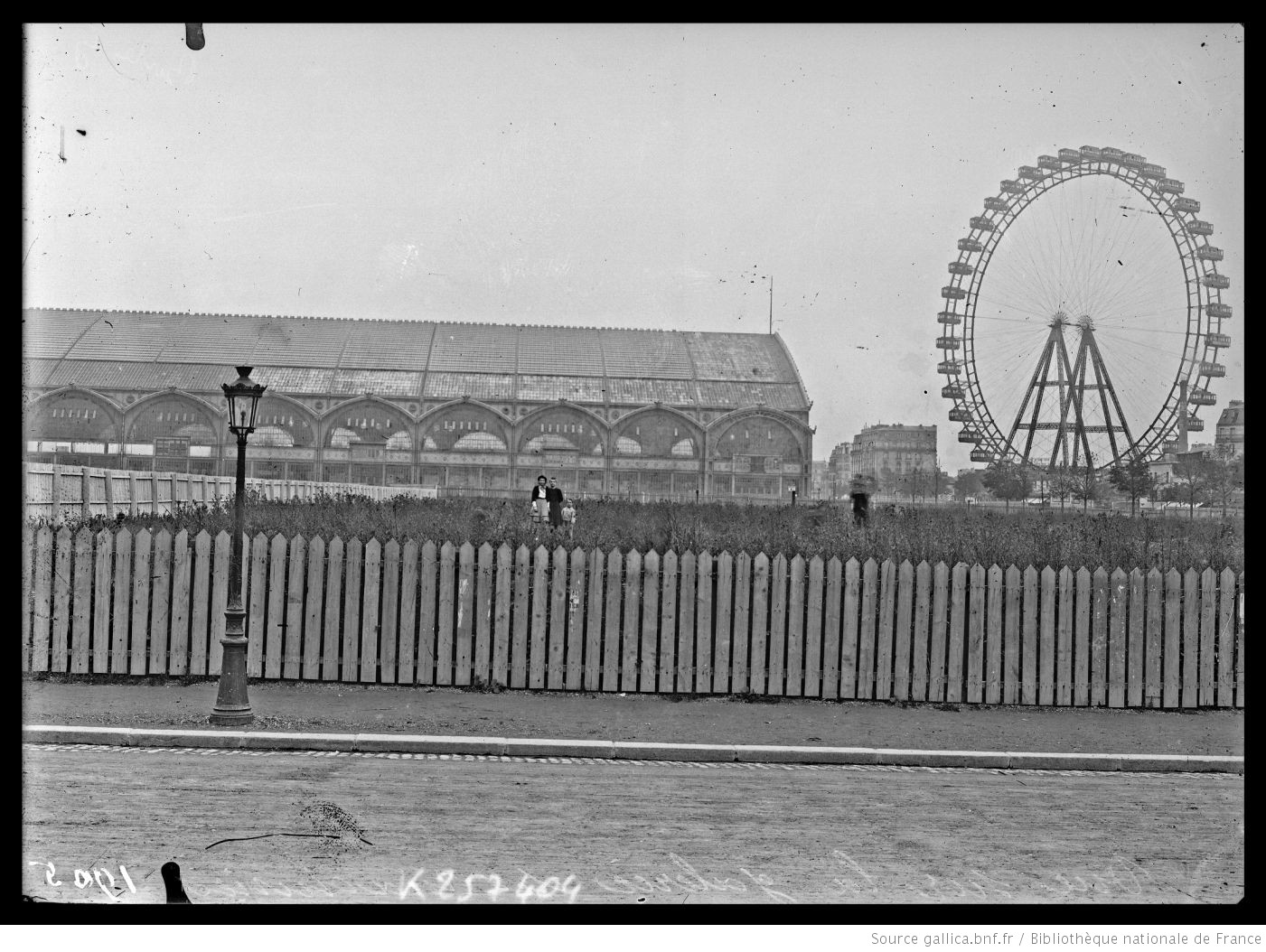
La galerie des Machines et la grande roue de Paris, 1905.

La galerie des Machines fut construite pour l'Exposition universelle de 1889. Ses architectes sont Ferdinand Dutert et Charles Léon Stephen Sauvestre.

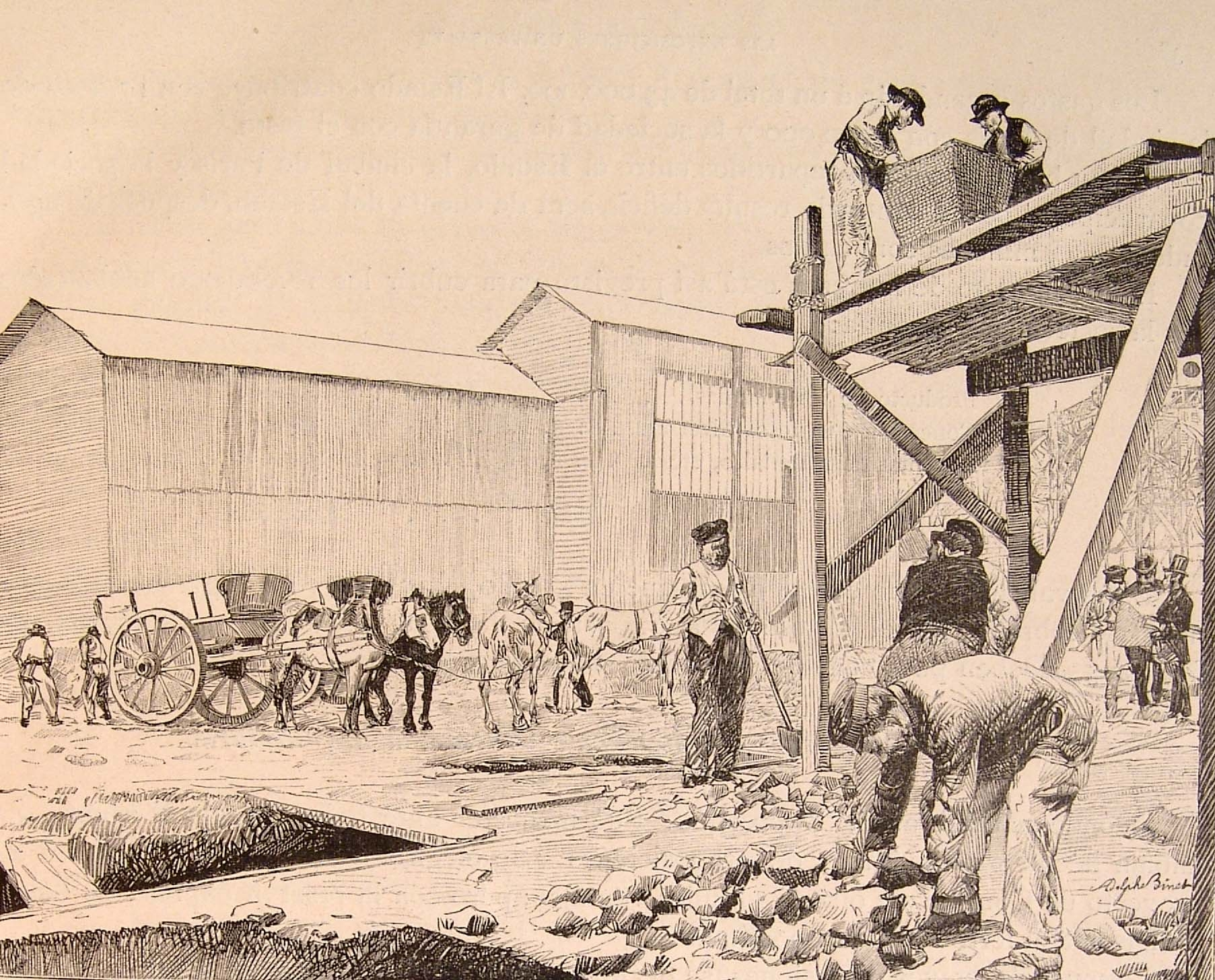
Construction de la galerie des Machines (1889).
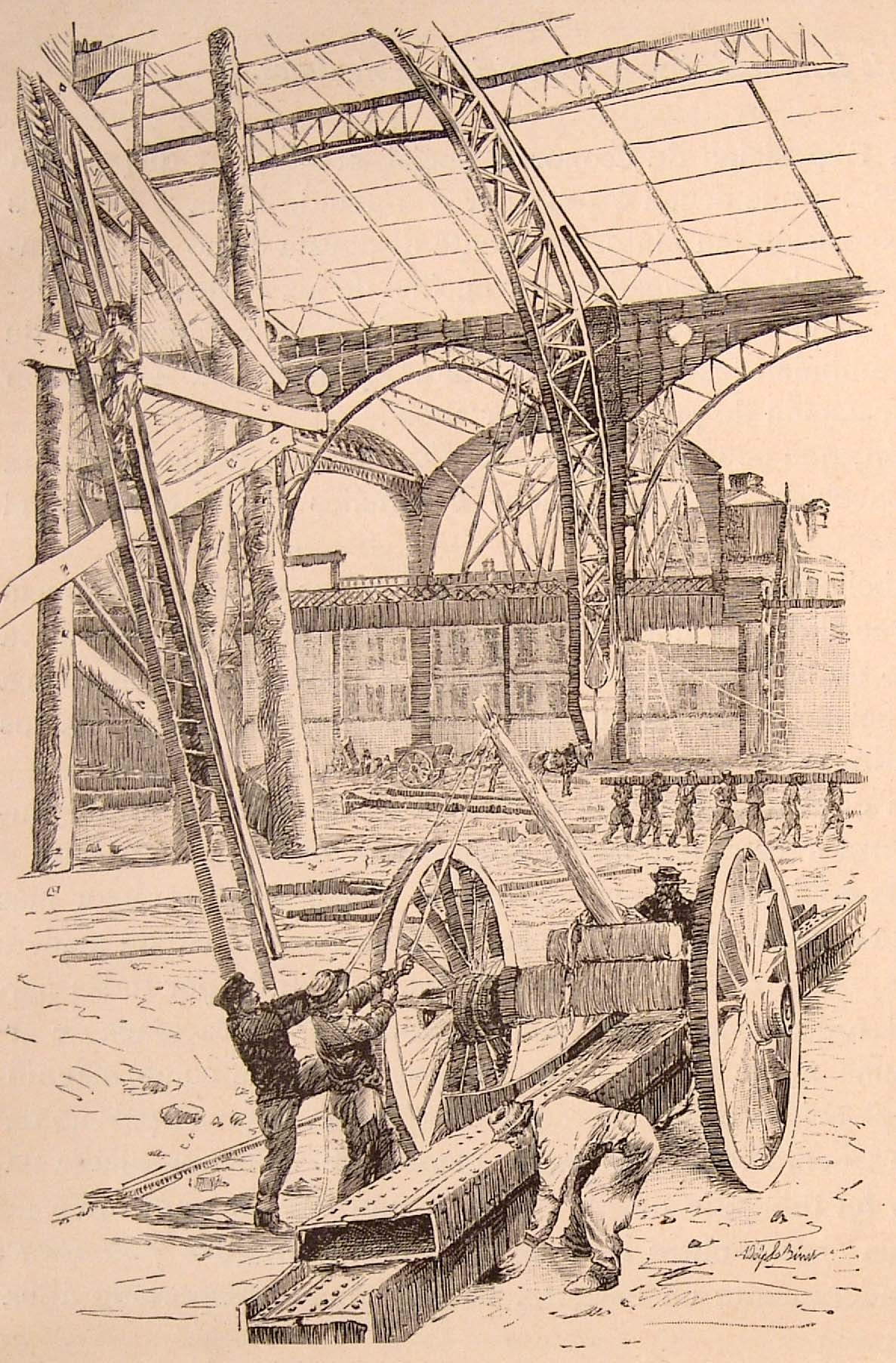
Montage des pièces métalliques (1889).

Les fermes (charpentes) géantes, dont une de plus de 115 mètres, sont construites par la Société des Forges de Fives-Lille et à l'usine Cail, la maçonnerie par l'entreprise M. Manoury. Elle formait une immense nef de verre et métal, sa largeur était de 115 mètres, sa hauteur de 48,324 mètres et sa longueur de 420 mètres avec un immense hall sans appui intérieur.
La galerie des Machines offre à l'Exposition de 1889, en espaces utilisables, une superficie d'environ 5 hectares (48 300 m2). On avait calculé, en 1889, que cette construction était assez vaste pour recevoir, sans en être encombrée le moins du monde, quinze mille chevaux en son rez-de-chaussée et autant de cavaliers aux galeries supérieures (l'expérience n'a jamais été faite). Durant ses vingt années d'existence, la galerie des Machines fut employée à divers usages.
Durant l'Exposition universelle de 1900, on y présenta l'Exposition française de l'agriculture et de l'alimentation, dont le clou était un navire à voiles rouge et or, reproduction grandeur nature du vaisseau Le Triomphant, réalisée par la maison Menier, en mémoire de la présentation en 1679 au roi Louis XIV de la première production de chocolat français élaboré en Martinique. À côté d'elle fut installée la grande roue de Paris, une des principales attractions de l'Exposition de 1900. Le spectacle Barnum & Bailey Greatest Show On Earth y est donné du 30 novembre 1901 au 16 mars 1902.
Dès 1902, Henri Desgrange demande à l'architecte Gaston Lambert d'aménager la galerie des Machines pour y créer une piste de compétition cycliste, l'auto-vélodrome d'hiver, premier vélodrome d'Hiver. La piste en bois de 333 mètres de long et 8 mètres de large a été construite en vingt jours. Inauguré le 20 décembre 1903, le vélodrome, surnommé « La glacière », connaît rapidement un grand succès populaire. En 1905, Gabriel Poulain jouait avec tous les adversaires qu'on lui opposait.
Le Concours général agricole s'y tenait jusqu'en 1908. Le 20 mai 1904, le journal Le Matin y organise une compétition militaire : la Marche de l'armée. La galerie des Machines est transformée en une sorte de vaste cantonnement, où les marcheurs vont se reposer, se restaurer, et aussi se faire soigner.
Lors de la grève générale du 1er mai 1906, la troupe affectée au maintien de l'ordre y cantonne six bataillons des 4e RI (Rennes), 47e RI (Saint-Malo) et 2e RI (Granville). Dix escadrons de divers régiments de cavalerie du 6e corps, huit escadrons de divers régiments du 7e corps.
En 1906, le conseil municipal vote sa démolition, alors que le Sénat et le ministre de l'Agriculture se prononcent pour son maintien. En 1909, la ville annonce la destruction de la galerie des Machines afin de libérer la perspective vers le Champ-de-Mars. Desgrange décide alors d'édifier tout à côté, à l'angle du boulevard de Grenelle et de la rue Nélaton, un nouveau temple du vélo. Le nouveau « Vél' d'Hiv » voit alors le jour.
La disparition de la galerie des Machines a consterné le monde agricole, qui va se trouver privé de la grande exhibition annuelle qui était, pour tous les producteurs et les fournisseurs de l'agriculture, le grand marché annuel où les affaires les plus importantes se traitaient. Au musée d'Orsay de Paris est exposée une maquette au 1/200 de la galerie des Machines.